# 前515年
| 千纪： | 前1千纪 |
| 世纪： | 前7世纪 \| 前6世纪 \| 前5世纪 |
| 年代： | 前540年代 \| 前530年代 \| 前520年代 \| 前510年代 \| 前500年代 \| 前490年代 \| 前480年代 |
| 年份： | 前520年 \| 前519年 \| 前518年 \| 前517年 \| 前516年 \| 前515年 \| 前514年 \| 前513年 \| 前512年 \| 前511年 \| 前510年                                                                      |
| 纪年： | 周敬王五年 魯昭公二十七年 齐景公三十三年 晋顷公十一年 秦哀公二十二年 宋景公二年 楚昭王元年 卫灵公二十年 陈惠公十九年 蔡昭侯四年 曹悼公九年 郑定公十五年 燕平公九年 吳王僚十二年 杞悼公三年 |

## 大事記
- 中國春秋時期，吳國公子光派刺客專諸殺死吳王僚成為吳王闔閭。
- 齊國大夫揚言欲害孔子，孔子返回魯國。
- 費無忌妒忌左尹郤宛擊敗吳國，挑撥令尹囊瓦殺其全家，伯嚭逃往吳國。國人怨令尹囊瓦，囊瓦殺費無忌並滅其族。
- 以色列耶路撒冷聖殿重建完成。

## 逝世
- 吳王僚，春秋時期吳國第23任君主。
- 專諸，春秋時期著名刺客。
- 郤宛，中國春秋時期楚國大夫，名臣伯州犁的兒子。
- 費無忌，中國春秋時期楚國大夫。